# アルキダモス3世
アルキダモス3世（古希: Αρχίδαμος, 英: Archidamos III, ? - 紀元前338年、在位：紀元前360年 - 紀元前338年）は、エウリュポン朝のスパルタ王である。
アルキダモス3世は先代の王アゲシラオス2世の子であり、次代の王アギス3世とそのまた次の王エウダミダス1世の父である。

## 王子時代
紀元前371年のクレオンブロトス1世のレウクトラの戦いでの大敗の後、アルキダモスは病に臥せっていた父王の代わりに軍の指揮を執り、フェライの僭主イアソンの説得を受けてテバイと講和した。アルキダモスは紀元前368年にテバイとの戦いで失った領土を回復すべく兵を起こし、カリュアイを攻略し、続いてアルカディアのパラシアを荒らし、エウトレシスでアルカディア・アルゴス連合軍に勝利した。エリス人の要請を受けて彼は再び紀元前365年にアルカディアに進行してクロムノスを占領して守備隊を置いたものの、翌年に同地でアルカディア軍に敗れ、自らも腿を負傷した。紀元前362年、彼はレウクトラでスパルタ軍を下したエパメイノンダスの軍に対するスパルタ市の防衛において奮戦した。

## 即位後
父アゲシラオスの死に伴って即位したアルキダモスは第三次神聖戦争（紀元前356年 - 紀元前346年）でテバイに対してフォキスに味方した。パウサニアスによれば（これは彼がアルキダモスを非難している点だが）、この原因はアルキダモスのテバイ人への敵意、そしてフォキス側からの賄賂であるという。その代わり、パウサニアスはフォキス人がデルフォイの男を殺し、女子供を奴隷に売ろうとした時にアルキダモスがそれを辞めるよう頼んだことを褒めている。紀元前346年には外国戦争 (en) でクノッソス相手に戦っているリュットスを助けるためにクレタ島に向かった。紀元前343年、スパルタの植民都市タラスはイタリアの住民、特にルカニア人との戦争でスパルタに助けを求め、翌年にアルキダモスは艦隊と軍を率いてイタリアに渡った。彼はそこでイタリア人と戦ったが、紀元前338年にメッサピア人とマンドゥーリアで戦い、敗死した。